# Nova Eslovènia
El partit Nova Eslovènia – Demòcratacristians o simplement Nova Eslovènia, NSi (eslovè Nova Slovenija – Krščanski demokrati o Nova Slovenija) és un partit de centredreta d'Eslovènia. A les últimes eleccions legislatives del 3 d'octubre del 2004, el partit guanyà un 9% del vots i 9 de 90 diputats.
El seu líder és Andrej Bajuk i amb 9 membres al Parlament forma part del govern de Janez Janša.

## Resultats electorals

### Assemblea Nacional
| Any  | Líder          | Vots   | %         | Escons | +/– | Govern             |
| ---- | -------------- | ------ | --------- | ------ | --- | ------------------ |
| 2000 | Andrej Bajuk   | 93,247 | 8.66 (#6) | 8 / 90 | Nou | Oposició           |
| 2004 | Andrej Bajuk   | 88,073 | 9.09 (#4) | 9 / 90 | 1   | Coalició           |
| 2008 |                | 35,774 | 3.40 (#8) | 0 / 90 | 9   | Extraparlamentari  |
| 2011 | Ljudmila Novak | 53,758 | 4.88 (#7) | 4 / 90 | 4   | Coalició (2012–13) |
| 2011 | Ljudmila Novak | 53,758 | 4.88 (#7) | 4 / 90 | 4   | Oposició (2013–14) |
| 2014 | Ljudmila Novak | 48,846 | 5.59 (#6) | 5 / 90 | 1   | Oposició           |
| 2018 | Matej Tonin    | 63,792 | 7.16 (#6) | 7 / 90 | 2   | Oposició (2018–20) |
| 2018 | Matej Tonin    | 63,792 | 7.16 (#6) | 7 / 90 | 2   | Coalició (2020–22) |
| 2022 | Matej Tonin    | 81,794 | 6.86 (#3) | 8 / 90 | 1   | Oposició           |

### Presidencials
| Any  | Candidat           | 1a volta | 1a volta | 2a volta | 2a volta | Resultat |
| Any  | Candidat           | Vots     | %        | Vots     | %        | Resultat |
| ---- | ------------------ | -------- | -------- | -------- | -------- | -------- |
| 2017 | Ljudmila Novak     | 54,437   | 7.24     |          |          | Derrota  |
| 2022 | Janez Cigler Kralj | 38,113   | 4.37     |          |          | Derrota  |

### Parlament Europeu
| Any  | Líder          | Vots    | %         | Escons | +/– | Grup   |
| ---- | -------------- | ------- | --------- | ------ | --- | ------ |
| 2004 | Lojze Peterle  | 123,563 | 23.6 (#1) | 2 / 7  | Nou | EPP-ED |
| 2009 | Lojze Peterle  | 76,866  | 16.6 (#3) | 1 / 8  | 1   | EPP    |
| 2014 | Lojze Peterle  | 66,760  | 16.6 (#2) | 1 / 8  | =   | EPP    |
| 2019 | Ljudmila Novak | 53,621  | 11.1 (#4) | 1 / 8  | =   | EPP    |
| 2024 | Matej Tonin    | 51,141  | 7.66 (#5) | 1 / 9  | =   | EPP    |

1. ↑  Coalició amb el Partit Popular Eslovè